# Mein Block
Mein Block – singel niemieckiego rapera Sido. Utwór promuje pierwszy solowy album, Maske. Przez wiele tygodni utrzymywał się w pierwszej 20 najlepszych niemieckich singli. W klipie zostały połączone utwory Mein Block i Steig Ein!

## Lista utworów
1. Mein Block (Radio)
2. Mein Block (Instrumental)
3. Mein Block (Beathoavenz Video Rmx)
4. Mein Block (Tomekk Rmx)
5. Mein Block (Gegenüber Rmx feat. B-Tight)
6. Steig Ein! (Original)
7. Berlin, Berlin (feat. Harris & B-Tight)